# Primotrogon
Promotrogon (лат.) — вымерший род птиц семейства трогоновые. Представители данного рода были плодоядными и насекомоядными (на основе изучения видов семейства трогоновые). Самая ранняя находка датируется эоценом, а самая поздняя — олигоценом.

## Виды
В состав рода включают 2 вида:
- Primotrogon pumilio Mayr, 2005[3]
- Primotrogon wintersteini Mayr, 1999[4]

## Описание
Виды рода Primotrogon были летающими.